# Кнасмюлльнер, Кристоф
Кристоф Кнасмюлльнер (нем. Christoph Knasmüllner; родился 30 апреля 1992 года, Вена, Австрия) — австрийский футболист, атакующий полузащитник польского клуба «Вечиста».

## Клубная карьера
Кнасмюльнер — воспитанник клуба «Аустрия» из своего родного города. В 2008 году Кристоф перешёл в немецкую «Баварию», где из-за высокой конкуренции выступал только за молодёжную и дублирующую команды. В начале 2011 года Кнасмюльнер был продан в итальянский «Интер» за 500 тыс. евро, но не сыграл за основной состав ни минуты. Летом того же года Кнасмюльнер подписал контракт с «Ингольштадт 04». В матче против берлинского «Униона» он дебютировал во Второй Бундеслиге. 16 сентября в поединке против дрезденского «Динамо» Кристоф забил свой первый гол за «Ингольштадт 04». Летом 2014 года Кнасмюльнер вернулся в Австрию, став игроком «Адмира Ваккер Мёдлинг». 19 июля в матче против «Вольфсберга» он дебютировал в австрийской Бундеслиге. 1 августа 2015 года в поединке против «Маттерсбурга» Кристоф забил свой первый гол за «Адмиру Ваккер Мёдлинг». В 2017 году забив 12 мячей он стал лучшим бомбардиром команды.
В начале 2018 года Кнасмюльнер перешёл в английский «Барнсли», подписав контракт на 2,5 года. 24 февраля в матче против «Бирмингем Сити» он дебютировал в Чемпионшипе.
Летом того же года Кнасмюльнер вернулся на родину, подписав соглашение со столичным «Рапидом». 29 июля в матче против своего бывшего клуба «Адмира Ваккер Мёдлинг» он дебютировал за новый клуб. 16 августа в поединке квалификации Лиги Европы против братиславского «Слована» Кристоф сделал хет-трик, забив свои первые голы за «Рапид».

## Международная карьера
В 2010 году в составе юношеской сборной Австрии Кнасмюльнер принял участие в юношеском чемпионате Европы во Франции. На турнире он сыграл в матчах против команд Англии и Франции.